# Monroe Township (Contea di Andrew, Missouri)
Monroe Township è una delle 10 township nella Contea di Andrew dello Stato del Missouri, Stati Uniti d'America.

## Geografia fisica
Monroe Township si estende su una superficie di 88,60 km².
All'interno della township è presente la città di Cosby.